# Lady Chatterley's Lover (película de 2015)
Lady Chatterley's Lover (en español: El amante de Lady Chatterley), es una película británica para la televisión, transmitida originalmente el 6 de septiembre del 2015 por la BBC One. La película está basada en la novela "Lady Chatterley's Lover" de D. H. Lawrence.

## Sinopsis
La historia comienza en 1913 cuando la joven Constance Reid, se enamora y se casa con el apuesto aristócrata Sir Clifford Chatterley, un rico propietario de una mina, luego de conocerlo durante un baile. La pareja vive feliz durante un corto tiempo hasta que Clifford es llamado a la Primera Guerra Mundial, en donde sufre una lesión y regresa parapléjico, confinado a una silla e impotente.
Al inicio Clifford intenta suicidarse por su condición, pero Connie se mantiene leal a él y lo anima a seguir luchando, sin embargo poco a poco comienza a sentirse alienada por su esposo, luego de que él se volviera distante, dejara de ser cariñoso y más serio, las cosas no mejoran cuando contrata a la señora Ivy Bolton para que lo atienda, por lo que su relación comienza a desbaratarse. Cuando Constance lo confronta sobre Ivy, Clifford le dice que no se siente atraído hacia ella y que la razón por la que permite que lo atienda, era porque no quería que ella (Constance) lo viera en ese estado, ya que se sentía avergonzado.
Cuando el joven Oliver Mellors, un hombre de clase trabajadora (quien estuvo bajo el comando de Clifford durante la guerra) regresa, obtiene un trabajo como el nuevo guardia del coto de Clifford. A pesar del deseo de Clifford por tener un heredero, nada de lo que intenta resulta, por otro lado poco a poco Connie comienza a sentirse atraída hacia Oliver, ambos se enamoran y comienzan un romance.
Cuando organizan una fiesta Clifford decide invitar a Duncan Forbes, un joven que tiene una buena posición, cuando Constance platica con Clifford se da cuenta de que había invitado a Duncan para que se acostara con ella y así pudieran producir un heredero, lo que ocasiona que Constance se moleste. Sin embargo poco después Constance descubre que está esperando un bebé de Oliver, y aunque le dice a Clifford que está embarazada no le revela de quien.
Más tarde el romance es descubierto por Ivy, quien buscando vengarse de Clifford, a quien culpaba por la muerte de su joven esposo (quien había muerto durante una accidente en la mina la cual era propiedad de Clifford y por lo cual la señora Bolton había recibido dinero como compensación) le cuenta sobre el romance.
Finalmente cuando Constance debe decidir entre tener una vida acomodada con un esposo al que ya no ama o un futuro incierto con el hombre que ama, escoge a Oliver, y cuando Ivy se da cuenta de que Constance en realidad sí está enamorada de Oliver, le dice que vaya por él y le pide disculpas. Cuando Constance llega al hogar de Oliver y no lo encuentra, cree que se ha ido, pero cuando Oliver regresa ambos se abrazan, aunque Oliver le dice que debe irse.
Al inicio pelean cuando Constance le dice a Oliver que se ha dado por vencido en vez de luchar por ellos, sin embargo Oliver le dice que está equivocada y le dice que la ama. Juntos deciden confrontar a Clifford, y cuando van a verlo Constance le pide el divorcio, al inicio Clifford se niega a dárselo, diciéndoles que nunca dejará que estén juntos y que el hijo que están esperando será un bastardo, lo que ocasiona que Olvier se enfurezca e intenta atacarlo, pero Constance logra calmarlo y cuando le dice que sabe que dentro de él sigue existiendo aquel hombre del cual ella se enamoró y el cual es capaz de realizar un último acto de sacrificio, Clifford cambia de parecer y le dice que le dará el divorcio.
Al final Constance y Oliver, se van y comienzan una familia con el bebé que estaban esperando.

## Reparto

### Personajes principales
- Richard Madden como Oliver Mellors, un joven exminero que trabaja como guardia del coto de Clifford y que termina enamorándose de su esposa, Constance.
- Holliday Grainger como Lady Constance "Connie" Chatterley, una joven que poco a poco comienza a enamorarse de Oliver.[1][2][3]
- James Norton como Sir Clifford Chatterley, un rico propietario de una mina en Nottingham.
- Jodie Comer como Ivy Bolton, una enfermera encargada del cuidado de Clifford, que busca vengarse de él por la muerte de su esposo.

### Personajes secundarios
- Eve Ponsonby como Hilda Reid, la hermana de Constance.
- Edward Holcroft como Duncan Forbes, un amigo de Constance, de quien está enamorado.
- Howard Ward como Mr. Betts, un miembro de la servidumbre en el hogar Chatterley.
- Elizabeth Rider como Mrs. Betts, un miembro de la servidumbre en el hogar Chatterley.
- Tony Pritchard como Field.
- Ian Peck como Harry Dale.
- Enzo Cilenti como Victor Linley.
- Sebastian Gray como el reverendo Massey.
- Chris Morrison como Ted Bolton, un minero.
- Katy Kenyon como Bertha Coutts.
- Harry Treadaway como un hombre que le da el martillo de Oliver durante uno de los juegos de la feria.
- Lee Paul Atkinson como un soldado británico.
- Ricky Singh como un soldado de la Primera Guerra Mundial.
- Gavin Lee Lewis como un soldado de la Primera Guerra Mundial.

## Producción
La película fue escrita y dirigida por Jed Mercurio.